# Florentino Pérez
Florentino Pérez Rodríguez (ur. 8 marca 1947 r. w Madrycie) - hiszpański biznesmen i prezes klubu piłkarskiego Real Madryt, a także prezes i dyrektor generalny Grupo ACS, firmy zajmującej się inżynierią lądową. Jego związek z klubem, uważanym za najlepszy w XX wieku, urzeczywistnił się w dwóch okresach, w których udało mu się zharmonizować swoją pracę biznesową z zarządzaniem instytucją piłkarską.
Był członkiem Hiszpańskiej Unii Centrum Demokratycznego oraz sekretarzem generalnym Hiszpańskiej Partii Demokratyczno-Reformatorskiej w latach 1979-1986. 
Jest prezesem Realu Madryt od 2009 r. i wcześniej w latach 2000-2006. W ciągu pierwszych sześciu lat na stanowisku prezesa wdrożył politykę Galácticos polegającą na sprowadzaniu do Realu Madryt najlepszych zawodników na świecie. W ciągu pierwszych czterech sezonów na stanowisku prezesa kupił Luísa Figo od arcyrywala Barcelony (jedna z obietnic podczas kampanii wyborczej na prezesa w 2000 roku), Zinedine'a Zidane'a za rekordową wówczas opłatę transferową, Ronaldo i Davida Beckhama. Od sezonu 2003-04 do sezonu 2005-06 klub nie zdobył żadnego trofeum, co skłoniło Péreza do rezygnacji w 2006 roku. Ponownie objął urząd w 2009 roku i wznowił politykę Galácticos. Sprowadził do klubu Kakę i Xabiego Alonso, a także Cristiano Ronaldo za rekordową wówczas opłatę transferową oraz Karima Benzemę, utalentowaną wschodzącą gwiazdę Ligue 1. W rozgrywkach krajowych Real Madryt rywalizował z drużyną Barcelony prowadzoną przez Pepa Guardiolę i drużyną Atlético de Madrid prowadzoną przez Diego Simeone. Klub był trenowany przez takich menedżerów jak José Mourinho, Carlo Ancelotti i Zinedine Zidane. 
W ciągu jedenastu sezonów od 2013 do 2024 roku klub zdobył sześć tytułów Ligi Mistrzów. Real Madryt zdobył rekordowe siedem tytułów Ligi Mistrzów podczas jego prezydentury. Jest najbardziej utytułowanym prezydentem w historii Realu Madryt, zdobywając 36 tytułów podczas swojej prezydentury, wyprzedzając Santiago Bernabéu, który zdobył 32.
Podczas swojej kadencji na stanowisku prezesa Realu Madryt, Pérez ustanowił dziedzictwo charakteryzujące się niezmiennie wysokimi przychodami ekonomicznymi. Klub utrzymał pozycję globalnego lidera pod względem bieżących przychodów przez ponad dziesięć kolejnych lat. Dodatkowo, Forbes uznał Real Madryt za najbardziej wartościowy klub sportowy na świecie, z Los Blancos o wartości 6,07 miliarda dolarów.
Za jego prezydentury zmodernizowano stadion Santiago Bernabéu i stworzono nowe Ciudad del Real Madrid w Valdebebas, 120-hektarowym mieście na północy miasta. 

## Kariera zawodowa i działalność polityczna
Uzyskał tytuł inżyniera budownictwa lądowego na Politechnice w Madrycie (Polytechnic University of Madrid). Karierę zawodową rozpoczął w 1971 r. w sektorze prywatnym.  
W latach 1976 - 1983 był aktywny politycznie w Unión de Centro Democrático (UCD), historycznej partii, która przewodziła przemianom demokratycznym w Hiszpanii. W tym okresie zajmował różne stanowiska w administracji publicznej, takie jak delegat ds. warunków sanitarnych i środowiska w Radzie Miasta Madrytu, zastępca dyrektora generalnego ds. promocji CDTI w Ministerstwie Przemysłu i Energii, dyrektor generalny ds. infrastruktury transportowej w Ministerstwie Transportu oraz podsekretarz-prezes IRYDA w Ministerstwie Rolnictwa.  
W 1983 r. powrócił do prywatnej przedsiębiorczości, kupując Construcciones Padrós, S.A., małą firmę zatrudniającą 70 pracowników, zalążek dzisiejszego ACS, Actividades de Construcción y Servicios S.A., firmy obecnej na pięciu kontynentach i zatrudniającej 200 000 pracowników.
W 1993 r. Pérez został mianowany wiceprezesem OCP Construcciones. Po połączeniu OCP z Gines y Navarro w Actividades de Construcción y Servicios, S.A. (ACS) w 1997 roku, został prezesem nowej spółki. Od 2018 r. Pérez kieruje Grupo ACS, największą hiszpańską firmą budowlaną, a jej wartość netto szacuje się na 2,5 mld USD.
Jeśli chodzi o wyniki na hiszpańskim rynku akcji od 2018 r., Grupa ACS utrzymała swoją obecność na wszystkich pięciu kontynentach i do tego czasu była notowana na IBEX 35 hiszpańskiej giełdy papierów wartościowych z kapitalizacją przekraczającą 21,9 mld euro. Jej międzynarodowa obecność koncentruje się głównie w Australii, Stanach Zjednoczonych, Kanadzie, Niemczech i Hiszpanii.
Według stanu na marzec 2024 r. obroty Grupy ACS wynosiły średnio 100 mln euro dziennie, a jej najważniejsze rynki znajdowały się w USA i regionie Azji i Pacyfiku. 

## Real Madryt

### Lata 2000 - 2006
W 1995 r. Pérez kandydował na prezydenta Realu Madryt przeciwko Ramónowi Mendozie i Santiago Gómezowi Pintado. Pomimo uzyskania największej liczby podpisów popierających jego kandydaturę, zajął drugie miejsce.
W 2000 roku Pérez ponownie wystartował jako kandydat na prezydenta Realu Madryt, który wygrał z ponad 55% głosów, pokonując urzędującego wówczas prezydenta, Lorenzo Sanza. Sanz zakładał, że niedawno wygrane Ligi Mistrzów UEFA w 1998 i 2000 roku dadzą mu wystarczający kredyt zaufania, aby wygrać wybory, ale kampania Péreza, po raz kolejny podkreślająca problemy finansowe klubu i twierdzenia o niewłaściwym zarządzaniu przez poprzednie zarządy, dowiodła, że jest inaczej. Obietnica Péreza sprowadzenia Luísa Figo z rywali Barcelony również odegrała decydującą rolę w wyborach. Pérez został później ponownie wybrany w 2004 roku z 94,2% wszystkich głosów.
Figo zapoczątkował również politykę Péreza polegającą na sprowadzaniu do Realu Madryt jednego z najlepszych piłkarzy na świecie w każdym sezonie. Wkrótce gracze zostali popularnie nazwani Galácticos. W 2001 roku Zinedine Zidane został pozyskany z Juventusu za rekordową wówczas kwotę. Zidane został zastąpiony przez Ronaldo w 2002 roku, Davida Beckhama w 2003 roku, Michaela Owena w 2004 roku i Robinho przez krótki czas w 2005 roku. Początkowo polityka Péreza odniosła wielki sukces, ponieważ każdy nowy Galáctico miał skład zbudowany wokół siebie, a drużyna miała dobrą równowagę między atakiem a obroną. W pierwszych latach jego urzędowania Real Madryt zdobył dwa mistrzostwa Hiszpanii i rekordową dziewiątą Ligę Mistrzów UEFA. 
Kilka lat po odejściu z Realu Fernando Hierro stwierdził, że Claude Makélélé był najważniejszym i najmniej docenianym pomocnikiem klubu, mówiąc: „Strata Makélélé była początkiem końca dla Los Galácticos.... Widać, że był to również początek nowego świtu dla Chelsea. Od sezonu 2003-04 do sezonu 2005-06, pod nieobecność menedżera Vicente del Bosque i Makélélé, Real Madryt nie zdobył żadnego trofeum.
Chociaż polityka Péreza zaowocowała zwiększonym sukcesem finansowym opartym na wykorzystaniu wysokiego potencjału marketingowego klubu na całym świecie, zwłaszcza w Azji, była ona coraz bardziej krytykowana za zbytnie skupienie się na marketingu marki Real Madryt, a za mało na piłce nożnej klubu. Swoją rezygnację ogłosił 27 lutego 2006 roku, przyznając, że drużyna i klub jako całość potrzebują nowego kierunku.

### Od 2009 do teraz
W dniu 1 czerwca 2009 r., jako jedyny kandydat, został ponownie mianowany prezesem Realu Madryt.
Na sezon 2009-2010 zatrudnił trenera Manuela Pellegriniego, którego przedstawił 2 czerwca, dzień po swojej inauguracji. Dokonał również wielomilionowej inwestycji w wysokości 264 milionów euro, aby podpisać kontrakt z ośmioma zawodnikami, w tym: Cristiano Ronaldo - 96 mln euro, Kaka - 65 mln euro, Benzema - 35 mln euro, Xabi Alonso - 30 mln euro. Zespół rywalizował w Lidze Mistrzów do ostatnich rund, osiągając pozycję wicelidera z łączną liczbą 96 punktów, będąc tylko trzy punkty za Barceloną.
W dniu 31 maja 2010 r. kontrakt José Mourinho jako menedżera pierwszej drużyny został sformalizowany. W sezonie 2010-2011, pod wodzą portugalskiego trenera, drużyna wygrała Copa del Rey przeciwko Barcelonie. W sezonie 2011-2012 Real Madryt osiągnął tak zwaną „ligę rekordów”, ponieważ wygrał mistrzostwo ligi krajowej, którego nie wygrał od 2008 roku, z rekordem wszech czasów punktów (100) i bramek (121).
Trzeci i ostatni sezon Mourinho pod wodzą pierwszej drużyny, 2012-2013, rozpoczął się od Superpucharu Hiszpanii, wygranego z Barceloną. Pod koniec tego sezonu, 20 maja, Pérez potwierdził odejście portugalskiego trenera i rozpisał wybory na prezesa klubu po zakończeniu swojej kadencji. Został wybrany na czwartą kadencję, a na miejsce Mourinho sprowadził Carlo Ancelottiego. Do klubu dołączyli tacy zawodnicy jak Luka Modrić, Karim Benzema i Gareth Bale, którego transfer pobił wtedy rekord świata. Kolejny sezon okazał się wielkim sukcesem, Real Madryt wygrał Puchar Króla i swój dziesiąty tytuł Ligi Mistrzów.
W 2014 r. Florentino Pérez ogłosił zwycięski projekt konkursu na projekt nowego stadionu Santiago Bernabéu, który według słów samego prezydenta:
„[…] nadal będzie uprzywilejowanym terytorium emocji, pozostanie w sercu naszego miasta i będzie awangardą oraz ikoną nowoczesnego futbolu. Bernabéu dla dumy wszystkich naszych członków i fanów.
Podczas letniego okna transferowego 2014 roku Pérez sprowadził gwiazdy Mistrzostw Świata FIFA 2014 Jamesa Rodrígueza, Toniego Kroosa i Keylora Navasa do Realu Madryt za łączną kwotę 95 milionów funtów, a także Javiera Hernándeza, który został wypożyczony z Manchesteru United.
W styczniu 2015 roku Pérez zademonstrował swój sukces na rynku transferowym, gdy Real Madryt podpisał kontrakt z 16-letnim Norwegiem Martinem Ødegaardem, ponieważ wiele innych europejskich klubów, w tym Bayern, Barcelona i Arsenal, również były zainteresowane Ødegaardem. 
Później Real Madryt, trenowany przez byłego gracza Francuza Zinedine'a Zidane'a, wygrał trzy kolejne tytuły Ligi Mistrzów w latach 2015-16, 2016-17 i 2017-18, co nie zostało osiągnięte od czasu, gdy Bayern Monachium zdobył trzeci tytuł z rzędu w latach 1975-76.
W sezonie 2019-20 Real Madryt zdobył swój 34. tytuł La Liga, który był ich piątym tytułem pod wodzą Péreza i drugim tytułem pod wodzą trenera Zidane'a. W sezonie 2021-22 Real Madryt zdobył swój szósty tytuł La Liga i szósty tytuł Ligi Mistrzów pod wodzą Péreza i wyrównał rekord Ligi Mistrzów na Santiago Bernabéu.
W sezonie 2021-22, wraz z powrotem Carlo Ancelottiego na stanowisko trenera, Real Madryt osiągnął historyczny dublet: zdobywając tytuł La Liga i wygrywając 14. Ligę Mistrzów, w sumie 35 tytułów ligowych. Ponadto Real Madryt zdobył swój piąty Superpuchar Europy. W tym samym roku Real Madrid Club de Baloncesto wygrał Ligę ACB i Superpuchar Hiszpanii.
W sezonie 2022-23 Real Madryt wygrał finał Copa del Rey. Zespół dotarł również do półfinału Ligi Mistrzów, gdzie został wyeliminowany przez Manchester City, i zajął drugie miejsce w La Liga za Barceloną. Jednocześnie w tym samym sezonie Real Madryt został mistrzem Euroligi Koszykówki, zdobywając tym samym swój jedenasty tytuł w tych kontynentalnych rozgrywkach
W sezonie 2023-24 Real Madryt zdobył łącznie 36. tytuł La Liga i siódmy tytuł Ligi Mistrzów za jego prezydentury, przewyższając rekord Ligi Mistrzów Santiago Bernabéu.

## Piłkarze kupieni przez Florentina Péreza
Piłkarze kupieni do sekcji piłki nożnej Realu Madryt za obu kadencji Florentina Péreza. Porządek według kwoty transferu, liczonej w euro.
| Lp. | Imię i nazwisko     | Poprzedni Klub           | Kwota transferu | Rok  |
| --- | ------------------- | ------------------------ | --------------- | ---- |
| 1.  | Eden Hazard         | Chelsea F.C.             | 150 mln €       | 2019 |
| 2.  | Jude Bellingham     | Borussia Dortmund        | 103 mln €       | 2023 |
| 3.  | Gareth Bale         | Tottenham Hotspur FC     | 101 mln €       | 2013 |
| 4   | Cristiano Ronaldo   | Manchester United FC     | 94 mln €        | 2009 |
| 5.  | James Rodríguez     | AS Monaco FC             | 80 mln €        | 2014 |
| 6.  | Aurélien Tchouaméni | AS Monaco FC             | 80 mln €        | 2022 |
| 7.  | Zinédine Zidane     | Juventus F.C.            | 76 mln €        | 2001 |
| 8.  | Kaká                | A.C. Milan               | 65,8 mln €      | 2009 |
| 9.  | Luka Jović          | Eintracht Frankfurt      | 63 mln €        | 2019 |
| 10. | Luís Figo           | FC Barcelona             | 58,5 mln €      | 2000 |
| 11. | Éder Militão        | FC Porto                 | 50 mln €        | 2019 |
| 12. | Ferland Mendy       | Olympique Lyon           | 48 mln €        | 2019 |
| 13. | Endrick             | SE Palmeiras             | 47,5 mln €      | 2024 |
| 14. | Rodrygo             | Santos FC                | 45 mln €        | 2019 |
| 14. | Vinicius Junior     | CR Flamengo              | 45 mln €        | 2018 |
| 16. | Ronaldo             | FC Internazionale Milano | 43 mln €        | 2002 |
| 17. | Luka Modrić         | Tottenham Hotspur FC     | 40 mln €        | 2012 |
| 18. | Mateo Kovačić       | FC Internazionale Milano | 38 mln €        | 2015 |
| 19. | Xabi Alonso         | Liverpool FC             | 35,4 mln €      | 2009 |
| 20. | David Beckham       | Manchester United        | 35,1 mln €      | 2003 |
| 21. | Karim Benzema       | Olympique Lyon           | 35 mln €        | 2009 |
| 21. | Thibaut Courtois    | Chelsea FC               | 35 mln €        | 2018 |
| 23. | Asier Illarramendi  | Real Sociedad de Fútbol  | 32,1 mln €      | 2013 |
| 24. | Álvaro Odriozola    | Real Sociedad de Fútbol  | 32 mln €        | 2018 |
| 25. | Danilo              | FC Porto                 | 31,5 mln €      | 2015 |
| 26. | Eduardo Camavinga   | Stade Rennais            | 31 mln €        | 2021 |
| 27. | Fábio Coentrão      | SL Benfica               | 30 mln €        | 2011 |
| 27. | Álvaro Morata       | Juventus F.C.            | 30 mln €        | 2016 |
| 27. | Reinier             | CR Flamengo              | 30 mln €        | 2019 |
| 30. | Sergio Ramos        | Sevilla FC               | 27 mln €        | 2005 |
| 30. | Isco                | Málaga CF                | 27 mln €        | 2013 |
| 32. | Walter Samuel       | AS Roma                  | 25 mln €        | 2004 |
| 32. | Ángel Di María      | SL Benfica               | 25 mln €        | 2010 |
| 32. | Toni Kroos          | Bayern Monachium         | 25 mln €        | 2014 |
| 35. | Robinho             | Santos FC                | 24 mln €        | 2005 |
| 35. | Theo Hernández      | Atlético Madryt          | 24 mln €        | 2017 |
| 37. | Mariano Díaz        | Olympique Lyon           | 21,5 mln €      | 2018 |
| 38  | Júlio Baptista      | Sevilla FC               | 20 mln €        | 2005 |
| 38  | Arda Güler          | Fenerbahçe SK            | 20 mln €        | 2023 |
| 40. | Jonathan Woodgate   | Newcastle United FC      | 19,8 mln €      | 2004 |
| 41. | Dani Ceballos       | Real Betis               | 16,5 mln €      | 2017 |
| 42. | Raúl Albiol         | Valencia CF              | 15 mln €        | 2009 |
| 42. | Mesut Özil          | SV Werder Brema          | 15 mln €        | 2010 |
| 42. | Lucas Silva         | Cruzeiro EC              | 15 mln €        | 2015 |
| 45. | Sami Khedira        | VfB Stuttgart            | 14 mln €        | 2010 |
| 45. | Claude Makélélé     | RC Celta de Vigo         | 14 mln €        | 2000 |
| 47. | Michael Owen        | Liverpool FC             | 12 mln €        | 2004 |
| 48. | Pedro León          | Getafe CF                | 10 mln €        | 2010 |
| 48. | Nuri Şahin          | Borussia Dortmund        | 10 mln €        | 2011 |
| 48. | Raphaël Varane      | RC Lens                  | 10 mln €        | 2011 |
| 48. | Keylor Navas        | Levante UD               | 10 mln €        | 2014 |
| 52. | Andrij Łunin        | Zoria Ługańsk            | 8,5 mln €       | 2018 |
| 53. | Ricardo Carvalho    | Chelsea FC               | 8 mln €         | 2010 |
| 54. | Dani Carvajal       | TSV Bayer 04 Leverkusen  | 6,5 mln €       | 2013 |
| 55. | Antonio Cassano     | AS Roma                  | 6 mln €         | 2006 |
| 55. | Casemiro            | São Paulo FC             | 6 mln €         | 2013 |
| 55. | Kiko Casilla        | RCD Espanyol             | 6 mln €         | 2015 |
| 58. | Álvaro Negredo      | UD Almería               | 5 mln €         | 2009 |
| 58. | José Callejón       | RCD Espanyol             | 5 mln €         | 2011 |
| 58. | Fran García         | Rayo Vallecano           | 5 mln €         | 2023 |
| 61. | Sergio Canales      | Racing Santander         | 4,5 mln €       | 2010 |
| 62. | Álvaro Arbeloa      | Liverpool FC             | 4 mln €         | 2009 |
| 62. | Cicinho             | São Paulo FC             | 4 mln €         | 2005 |
| 62. | Pablo García        | Real Saragossa           | 4 mln €         | 2005 |
| 62. | Esteban Granero     | Getafe CF                | 4 mln €         | 2009 |
| 66. | Thomas Gravesen     | Everton FC               | 3,6 mln €       | 2005 |
| 67. | Martin Ødegaard     | Strømsgodset IF          | 3,5 mln €       | 2015 |
| 68. | Diego López         | Sevilla FC               | 3 mln €         | 2013 |
| 69. | Alberto Soro        | Real Zaragoza S.A.D.     | 2,5 mln €       | 2019 |
| 70. | Hamit Altıntop      | Bayern Monachium         | 0 mln €         | 2011 |
| 70. | Kylian Mbappé       | Paris Saint-Germain F.C. | 0 mln €         | 2024 |
| 70. | Antonio Rüdiger     | Chelsea FC               | 0 mln €         | 2022 |
| 70. | David Alaba         | Bayern Monachium         | 0 mln €         | 2021 |
| 70. | Takefusa Kubo       | F.C. Tokyo               | 0 mln €         | 2019 |
|     |                     | Razem                    | 2105,3 mln €    |      |

Ostatnia aktualizacja: 04.06.2024 r.

## Sukcesy klubowe podczas kadencji

### Real Madryt (piłka nożna)
- Mistrzostwo Hiszpanii: 2001, 2003, 2012, 2017, 2020, 2022, 2024
- Puchar Hiszpanii: 2011, 2014, 2023
- Superpuchar Hiszpanii: 2001, 2003, 2012, 2017, 2020, 2022, 2024
- Liga Mistrzów: 2002, 2014, 2016, 2017, 2018, 2022, 2024
- Superpuchar Europy: 2002, 2014, 2016, 2017, 2022, 2024
- Puchar Interkontynentalny: 2002, 2024
- Klubowe Mistrzostwo Świata: 2014, 2016, 2017, 2018, 2022

### Real Madryt (koszykówka)
- Mistrzostwo Hiszpanii: 2005, 2013, 2015, 2016, 2018, 2019, 2022, 2024
- Puchar Króla Hiszpanii: 2012, 2014, 2015, 2016, 2017, 2020, 2024
- Superpuchar Hiszpanii: 2012, 2013, 2014, 2018, 2019, 2020, 2021, 2022, 2023
- Euroliga: 2015, 2018, 2023
- Puchar Interkontynentalny: 2015

## Życie osobiste
Florentino Pérez poślubił Maríę de los Ángeles Sandoval Montero w 1970 roku, z którą ma troje dzieci: Eduardo, Florentino i Maríę Ángeles. Żona Florentino zmarła 23 maja 2012 r. w wieku 62 lat z powodu zawału serca. Była wielkim fanem futbolu. "Jestem na wszystkich meczach Realu. Mam swoje miejsce tuż za nim i jeżdżę na wszystkie wyjazdy", zdradziła raz w wywiadzie dla El Mundo.

## Odznaczenia i wyróżnienia
- Grand Cross of the Order of the Second of May(inne języki) (2011)[107]
- Golden Foot Prestige (2022)[108]